# سورف سیتی، نیوجرسی
سورف سیتی (به انگلیسی: Surf City) شهری در ایالت نیوجرسی کشور ایالات متحده آمریکا است که جمعیت آن در سرشماری سال ۲۰۱۰ میلادی، ۱٬۲۰۵ نفر بوده‌است.